# Beratungsvertrag
Als Beratungsvertrag bezeichnet man im Schuldrecht Deutschlands einen Vertrag, der die Beratung einer Vertragspartei zum Gegenstand hat.

## Abgrenzung
Vertragsparteien des Beratungsvertrags sind der Auskunft gebende Berater und der ratsuchende Beratene. Abzugrenzen ist die Beratung von der Auskunft und Empfehlung. Auskunft ist die vom Anfragenden erbetene Mitteilung von Tatsachen, Empfehlung ist der Vorschlag eines bestimmten Verhaltens als im Interesse des Beratenen liegend, Beratung ist die Erklärung von Tatsachen einschließlich der Darstellung und Bewertung von Entscheidungsalternativen. Die Beratung umfasst sowohl eine Eigenbewertung des Beraters als auch – unter Berücksichtigung der persönlichen Verhältnisse des Beratenen – eine Empfehlung, die in eine Kauf-, Verkauf-, Halteempfehlung oder sonstige Entscheidung durch den Beratenen mündet.

## Rechtsfragen
Im deutschen Recht ist der Beratungsvertrag dem Schuldrecht zuzuordnen, das ihn jedoch als eigenständigen Vertragstyp nicht kennt. Vertragliche Beratungspflichten können jedoch aus gesetzlich normierten Vertragstypen wie Kauf (§§ 433 ff. BGB), Miete (§§ 535 ff. BGB), Leihe (§§ 598 ff. BGB), Pacht (§§ 581 ff. BGB) oder Darlehen (§§ 488 ff. BGB) als Haupt- oder Nebenpflichten unmittelbar für den jeweiligen Vertragstyp erwachsen. Allerdings geht der BGH bei besonderer Bedeutung der Beratungspflicht von einem selbständigen Beratungsvertrag und nicht von einer Nebenpflicht aus einem Kaufvertrag aus. Bei Kaufverträgen hat sich der Verkäufer analog zu § 447 Abs. 1 BGB zu vergewissern, welche besonderen Bedürfnisse sich der Käufer zur Grundlage seiner Kaufentscheidung gemacht hat, damit er keine ausreichend brauchbare oder gar unbrauchbare Sache erwirbt. Die Auskunfts- oder Beratungspflicht wird zur vertraglichen Hauptpflicht beim unentgeltlichen Auftrag (§ 662 BGB) und entgeltlichen Geschäftsbesorgungsvertrag (§ 675 Abs. 1 BGB). Der entgeltliche Geschäftsbesorgungsvertrag kann in der Form des Dienstvertrags geschlossen werden, wenn die Beratungstätigkeit als solche Vertragsgegenstand ist. Wird hingegen ein Erfolg geschuldet und die Beratung ist Vertragsgegenstand, liegt ein Werkvertrag zugrunde. Um die bestehende Informationsasymmetrie zu Lasten des Kunden auszugleichen, dürfte in der Regel von einem Werkvertrag auszugehen sein, da nur dieser ein umfassendes Gewährleistungsregime für Qualität und Fehler der Beratungsleistung sicherstellt.
Der Beratungsvertrag muss nicht durch ausdrücklichen Vertragsabschluss zustande kommen, sondern kann auch durch konkludentes Verhalten entstehen. Er ist an keine besondere Form gebunden; schon die telefonische Auskunft kann einen Beratungsvertrag zustande bringen. Die (telefonische) Auskunft wird zum Beratungsvertrag, wenn sie für den Beratenen erkennbar von wesentlicher Bedeutung ist und diesem als Grundlage für dessen Dispositionen dient, der Berater sich als sachkundige Person präsentiert oder sich aus den Umständen des Einzelfalls ergibt, dass der Berater ein eigenes wirtschaftliches Interesse am Zustandekommen des Beratungsvertrages hat.
Ein Beratungsvertrag kommt weder formal noch konkludent zustande, wenn ein Kunde gezielt einen Auftrag zum Kauf bestimmter Wertpapiere erteilt, die ihm von einem Dritten empfohlen wurden. In diesem Fall fehlt der besondere persönliche Kontakt, der ein besonderes Vertrauen des Kunden in die Beratungskompetenz der Bank begründen könnte. Klärt die Bank den Beratenen über ihre Unkenntnis auf und der Kunde tätigt das Geschäft trotzdem, kommt ebenfalls kein Beratungsvertrag zustande. Bei Discountbrokern bietet die Bank keine Beratung an, auch hier kommt kein Beratungsvertrag zustande.

## Arten
Je nach Gegenstand des Beratungsvertrages unterscheidet man verschiedene Arten von Beratungsverträgen:
- Anlageberatung: Einer der wichtigsten Beratungsverträge ist die Anlageberatung durch Kreditinstitute. Um den Bankkunden zu schützen, sieht das Wertpapierhandelsgesetz (WpHG) einige Normen vor, die durch Wertpapierdienstleistungsunternehmen einzuhalten sind. Es beinhaltet umfangreiche Verhaltenspflichten für diese Unternehmen, etwa in § 31 Abs. 1 WpHG die Pflicht zur sorgfältigen und gewissenhaften, auf Sachkenntnis beruhenden und interessenkollisionsfreien Beratung. Alle Anlageinformationen einschließlich Werbemitteilungen müssen nach § 31 Abs. 2 WpHG redlich, eindeutig und dürfen nicht irreführend sein. Die Informationspflichten des § 31 Abs. 3 WpHG in Verbindung mit § 5 Abs. 2 WpDVerOV sowie die im Januar 2010 neu eingeführte Aufzeichnungspflicht in § 34 Abs. 2a WpHG ändern nichts an der generellen Formfreiheit auch dieses Bankvertrages. In § 31 Abs. 5 WpHG schließlich wird von Kreditinstituten verlangt, dass von den Kunden Informationen über deren Kenntnisse und Erfahrungen in Bezug auf Geschäfte mit bestimmten Arten von Finanzinstrumenten einzuholen sind, um die Angemessenheit der Finanzinstrumente für die Kunden beurteilen zu können. Die Angemessenheit beurteilt sich danach, ob der Kunde über die erforderlichen Kenntnisse und Erfahrungen (finanzielle Allgemeinbildung) verfügt, um die Risiken in Zusammenhang mit der Art der Finanzinstrumente beurteilen zu können. Gelangt eine Bank aufgrund der erhaltenen Informationen zu der Auffassung, dass das vom Kunden gewünschte Finanzinstrument für den Kunden nicht angemessen ist, hat sie den Kunden darauf hinzuweisen. Zu diesem Zweck bilden die Kreditinstitute kundenbezogene Risikoklassen, denen sie jeden anlagewilligen Kunden zuordnen. Seit Januar 2018 müssen Kreditinstitute den Privatanlegern gemäß § 64 Abs. 4 WpHG vor Abschluss einer Wertpapierorder eine Geeignetheitserklärung in Schriftform zukommen lassen.

Die Bestimmungen des WpHG sind im Falle ihrer Verletzung durch den Berater keine eigenständige Anspruchsgrundlage des Kunden gegen die Bank. Die Beratung durch Kreditinstitute hat zivilrechtlich nach der Rechtsprechung des BGH „anlegergerecht“ und „objektgerecht“ zu erfolgen. Danach haben sie im Rahmen der „anlegergerechten“ Beratung den Wissensstand des Kunden über Anlagegeschäfte der vorgesehenen Art und dessen Risikobereitschaft zu erforschen; das von Banken danach empfohlene Anlageobjekt muss diesen Kriterien Rechnung tragen („objektgerechte“ Beratung). Die empfohlene Anlage muss unter Berücksichtigung dieses Ziels auf die persönlichen Verhältnisse des Kunden zugeschnitten, also „anlegergerecht“ sein.
- Bei der notariellen Beurkundung erklären die Beteiligten ihren zu beurkundenden Willen (§ 8 BeurkG), der nach Belehrung durch den Notar in eine Niederschrift aufgenommen, vorgelesen, genehmigt und von den Beteiligten und dem Notar eigenhändig unterschrieben wird (§§ 9 und 13 BeurkG). Im Rahmen der Belehrung hat der Notar als rechtskundige Person den Willen und die Ziele der Beteiligten zu erforschen, sie über rechtliche Gefahren und über die Rechtsfolgen der Beurkundung umfassend aufzuklären (Beratungsfunktion) sowie die getroffenen Regelungen eindeutig und beweiskräftig zu formulieren (Beweisfunktion). Der Notar hat den Beteiligten Wege aufzuzeigen, wie Risiken vermieden werden können.[15]
- Weitere wichtige Beratungsverträge sind Hauptbestandteil der ärztlichen Beratung, Berufsberatung, Lebensberatung, psychologischen Beratung, Rechtsberatung, Reiseberatung, Schuldnerberatung, Steuerberatung oder Unternehmensberatung. Auf diese Beratungsverträge können die Grundsätze des Beratungsrechts bei der Anlageberatung analog übertragen werden.

## Haftung
Unabhängig vom Gegenstand des Beratungsvertrages ist Voraussetzung für eine Beratungshaftung durch den Berater neben einem zustande gekommenen Beratungsvertrag die Schlecht- oder Falschberatung. Von einer Schlecht- oder Falschberatung ist auszugehen, wenn beim Beratenen durch die Beratung ein Schaden entstanden ist. Schlecht- oder Falschberatung liegt regelmäßig dann vor, wenn der Berater gegen die Grundsätze der Wahrheit, Klarheit und Vollständigkeit der Beratung verstoßen hat. Dann haftet der Berater aus Beratungsvertrag nach § 280 Abs. 1 BGB, weil er eine vertragliche Pflicht verletzt hat. In der Folge ist nach § 249 Abs. 1 BGB der tatsächlich entstandene Schaden zu ersetzen. Dabei ist der Geschädigte so zu stellen, als wäre die Falschberatung nicht erfolgt. Falschberatung verjährt im Finanzbereich seit August 2009 in drei Jahren, nachdem der Beratene vom Schaden erfahren hat.
Wesentlich für die etwaige Haftung des Beraters ist die Frage, ob auf den geschlossenen Beratungsvertrag das Recht des Dienstvertrags oder Werkvertrags anzuwenden ist. Im Falle des Dienstvertrages kann der Beratene im Falle einer (schuldhaften) Schlechtleistung lediglich Schadensersatz verlangen, muss aber hinnehmen, für das Honorar lediglich eine fehlerhafte Beratungsleistung zu erhalten. Bei Werkverträgen hingegen muss der Berater im vollen Umfang für das Erreichen des Beratungsziels einstehen und hat so lange nachzubessern, bis ein mangelfreier Erfolg vorliegt (§§ 633 und 635 BGB), da er ansonsten keine Honorare erhält (§ 644 Abs. 1 BGB).
Bei Wertpapierdienstleistungsunternehmen enthält das WpHG wesentliche, die Beratungshaftung betreffende Normen. Allerdings kommt den Vorschriften des öffentlich-rechtlichen Aufsichtsrechts (§§ 31 ff. WpHG) keine eigenständige, über die zivilrechtlichen Aufklärungs- und Beratungspflichten hinausgehende schadensersatzrechtliche Bedeutung zu. Sie konkretisieren allerdings Leistungs- und Rücksichtspflichten nach § 241 Abs. 1 und 2 BGB. Nach § 675 Abs. 2 BGB verpflichtet ein falscher Rat nur dann zum Schadensersatz, wenn er eine vertragliche oder vorvertragliche Pflicht verletzt oder eine unerlaubte Handlung darstellt. Wird die Beratungspflicht verletzt, erwächst dem Kunden ein Schadensersatzanspruch aus § 280 Abs. 1 Satz 1 BGB wegen Pflichtverletzung. Danach ist der Geschädigte so zu stellen, als ob er eine richtige Auskunft erhalten hätte. Kann die Bank die Risiken nicht abschließend beurteilen, darf sie nicht so tun, als ob sie Bescheid wisse, sondern muss auf die fehlende Sachkenntnis hinweisen. Da die Beratung beim so genannten beratungsfreien Geschäft („Execution-only“-Dienstleistungen) bei Discount-Brokern nicht zum Pflichtenkreis einer Direktbank gehört, kommt im Zusammenhang mit Wertpapiergeschäften grundsätzlich kein stillschweigend geschlossener Anlageberatungsvertrag zustande. Die Annahme eigener Beratungspflichten aus einem Beratungsvertrag ist dann grundsätzlich ausgeschlossen. § 31 Abs. 5 WpHG verlangt auch im beratungsfreien Geschäft – aufsichtsrechtlich – eine so genannte Angemessenheitsprüfung. Eine zivilrechtliche Aufklärungspflicht kommt für Discount-Broker nur dann in Betracht, wenn der Discount-Broker eine tatsächlich bestehende Aufklärungsbedürftigkeit des Kunden erkannt oder infolge grober Fahrlässigkeit nicht erkannt hat. Bei gestaffelter Einschaltung mehrerer Wertpapierdienstleistungsunternehmen ist grundsätzlich nur das kundennähere Unternehmen zur Befragung des Anlegers hinsichtlich seiner Erfahrungen, Kenntnisse, Anlageziele und finanziellen Verhältnisse verpflichtet (§ 278 BGB).

## Honorar
Resultiert die Beratung lediglich aus einer Nebenpflicht aus einem anderen, ansonsten honorarpflichtigen Vertrag, so verzichten die Berater meist auf die Berechnung eines besonderen Beratungshonorars. Die Beratung aus einem ausschließlich der Beratung dienenden Beratungsvertrag hingegen löst ein Beratungshonorar aus. In diesen Fällen wird das Entgelt ausschließlich für die geleistete Beratungstätigkeit bezahlt. Bei einigen Beratungsverträgen ist das Beratungshonorar durch Gesetz vorgeschrieben und unterliegt nicht der freien Vereinbarung. Dazu gehören insbesondere die Rechtsberatung, Steuerberatung, notarielle Beratung oder Beratung durch Architekten und Ingenieure (siehe: Honorarordnung für Architekten und Ingenieure).
Ist ein Berater gleichzeitig Aufsichtsratsmitglied des beratenen Unternehmens oder an diesem beteiligt, kann ein Beratungsvertrag gegen §§ 113 und 114 AktG verstoßen und damit nichtig sein, wenn mit einem Honorar Tätigkeiten vergütet werden sollen, die zu den gesetzlichen Aufgaben des Aufsichtsrats gehören.